# Barry Foster
John Barry Foster (ur. 21 sierpnia 1927 w Beeston, zm. 11 lutego 2002 w Guildford) – angielski aktor teatralny, filmowy i radiowy. Znany z roli w filmie Szał Alfreda Hitchcocka i w serialu kryminalnym Van der Valk.

## Życiorys
W wieku 20 lat otrzymał stypendium i dostał się do Central School of Speech and Drama w Londynie, gdzie przyjaźnił się z aktorem Davidem Baronem, późniejszym wybitnym dramaturgiem, noblistą publikującym pod pseudonimem Harold Pinter. Foster grał później w trzech sztukach Pintera, The Basement, The Tea Party i Lekki ból. Zadebiutował na scenie w 1952 roku w sztuce Kupiec wenecki Williama Szekspira w roli Lorenzo. Debiut filmowy to rola w filmie Bitwa o ujście rzeki z 1956 roku. W następnych latach grał m.in. w filmach Bitwa o Anglię i Córka Ryana. W 1972 wystąpił w swej najbardziej znanej roli, seryjnego mordercy w filmie Alfreda Hitchcocka Szał. W tym samym roku rozpoczął odtwarzanie tytułowej roli w serialu Van der Valk, gdzie grał z kolei inspektora policji. Pod koniec lat 70. odtwarzał także rolę Sherlocka Holmesa w radiowym cyklu emitowanym przez BBC. W następnych latach wystąpił m.in. w serialu telewizyjnym Ludzie Smileya, filmie akcji Dzikie gęsi i melodramacie Maurycy. Od lat 90. skoncentrował się na występach na scenie.
W 1955 roku poślubił aktorkę i piosenkarkę, Judith Shergold, z którą miał dwie córki i syna. Obydwie córki, Joanna Foster i Miranda Foster, są także aktorkami.
Był utalentowanym pianistą amatorem, z zamiłowaniem do muzyki jazzowej.
Zmarł na atak serca. Po jego śmierci ustanowiono fundusz powierniczy, „Barry Foster Memorial Award”, który ma wspierać zainteresowania teatralne niepełnosprawnych dzieci.

## Filmografia
- Za króla i ojczyznę (1964) – porucznik Webb
- Inspektor Clouseau (1968) – Addison Steele
- The Guru (1969) – Chris
- Bitwa o Anglię (1969) – dowódca szwadronu Edwards
- Córka Ryana (1970) – Tim O’Leary
- Szał (1972) – Robert Rusk
- A Quiet Day in Belfast (1974) – John Slattery
- Sweeney! (1977) – Elliott McQueen
- The Three Hostages (1977) – Richard Hannay
- Dzikie gęsi (1978) – Thomas Balfour
- Danger on Dartmoor (1980) – Green
- Ludzie Smileya (1982) – Saul Enderby
- Maurycy (1987) – Dean Cornwallis